# Дихлоро(циклооктадиен)палладий
Дихлоро(циклооктадиен)палладий — неорганическое соединение,
хлорид олефинового комплекса палладия и циклооктадиена
с формулой PdCl2(C8H12),
жёлтые кристаллы.

## Получение
- Реакция растворов хлорида палладия(II) и циклооктадиена-1,5 в этаноле:

{\displaystyle {\mathsf {PdCl_{2}+C_{8}H_{12}\ {\xrightarrow {}}\ PdCl_{2}(C_{8}H_{12})\downarrow }}}

## Физические свойства
Дихлоро(циклооктадиен)палладий образует жёлтые кристаллы.
Не растворяется в этаноле и диэтиловом эфире,
растворяется хлороформе и нитробензоле.